# جیگون کیم
جِیگوُن کیم (Jaegwon Kim) (زاده ۱۲ سپتامبر ۱۹۳۴ درگذشته ۲۷ نوامبر ۲۰۱۹) فیلسوف برجسته ذهن در کره جنوبی بود. وی برای ادامه تحصیل به آمریکا مهاجرت کرد، لیسانس خود را از کالج دارتماوث گرفت و دکترا را در دانشگاه پرینستون گذراند. او در دانشگاه‌های کرنل، جانز هاپکینز و میشیگان تدریس کرده‌است. او از سال ۱۹۸۷ استاد فلسفه در دانشگاه براون بوده‌است. او در ۱۹۸۸–۱۹۸۹ ریاست انجمن فلسفی آمریکا را بر عهده داشت. از حوزه‌های تحقیق او می‌توان به فلسفه ذهن، نظریه عمل و متافیزیک اشاره کرد.

## فلسفه ذهن
کیم در اوایل دهه ۱۹۷۰ از نظریه اینهمانی ذهن و مغز دفاع می‌کرد. سپس به تقریر غیرتحویلی فیزیکالیسم روی آورد؛ این نظریه بر فرارویدادگی (supervenience) ذهن بر امر فیزیکی استوار بود.
کیم در دو کتاب اخیرش معتقد است نمی‌توان از فیزیکالیسم به‌طور کامل دفاع کرد. کیفیات ذهنی به نظر او کاملاً نمی‌توانند با فیزیکالیسم تبیین شوند اما «به اندازه کافی» چنین تبیینی را برمی‌تابند. کیفیات ذهنی را می‌توان برحسب شباهت‌ها و تفاوت‌هایشان کارکردی‌سازی کرد.

## متافیزیک
متافیزیک کیم بیشتر معطوف رابطه ویژگی و رویداد است. او نظریه اینهمانی رویداد را بسط داد: رویدادها یکی هستند اگر و تنها اگر در یک زمان و مکان واقع شوند و ویژگی واحدی را تحقق بخشند. البته کیم بعدها از این نظریه حمایت نکرد.
کیم همچنین یک تبیین مصداق بخش به ویژگی (property-exemplification) از رویدادها را ارائه کرد. رویدادها از سه چیز تشکیل می‌شوند: شیء یا اشیاء، ویژگی و زمان.

## تألیفات
برخی از کتاب‌های کیم عبارت‌اند از:
- سوپروینینس و ذهن (۱۹۹۳)
- فلسفه ذهن (۱۹۹۶؛ ویرایش دوم ۲۰۰۶)
- ذهن در جهان فیزیکی (۱۹۹۸)
- فیزیکالیسم یا چیزی به اندازه کافی نزدیک به آن (۲۰۰۵)